# نهر حمزة

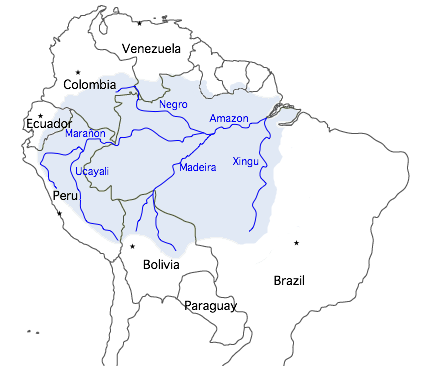

نهر حمزة (بالبرتغالية: Rio Hamza) هو اسم غير رسمي لنهر جوفي في البرازيل، يصل طوله لنحو 6000 كم. وقد أعلن عن اكتشافه عام 2011. وقد أطلق عليه هذا الاسم تكريمًا للعالم فاليا حمزة من المرصد الوطني البرازيلي.

## وصلات خارجية
- Brazilian Geophysical Society (SBGf)